# ایدا هندل
ایدا هندل (لهستانی: Ida Haendel؛ زادهٔ ۱۵ دسامبر ۱۹۲۸ – درگذشته ۱ ژوئیه ۲۰۲۰) نوازندهٔ مشهور ویولن لهستانی‌الاصل اهل بریتانیا بود.
او از سن ۳ سالگی، ویولن پدرش را بدست گرفت و به‌سرعت پله‌های ترقی را پیمود. در سن ۵ سالگی، با اجرای درخشان «کنسرتوی ویولن» اثرِ لودویگ فان بتهوون، برندهٔ نشانِ زرینِ «دانشگاه موسیقی شوپن» و همچنین «جایزهٔ هوبرمان» شد. در سن ۷ سالگی، در «رقابت‌های ویولن‌نوازی هنریک وینیاوسکی» و در رقابت با بزرگانی چون «ژینت نووُ» و «داوید اویستراخ» و که به ترتیب مقام اول و دوم را کسب کردند، برندهٔ جایزهٔ هفتم این مسابقهٔ مهم شد. نووُ ۱۶ و اویستراخ ۲۷ ساله بود.
این موفقیت‌ها سبب گردید تا وی بتواند دوره‌های پیشرفته نوازندگی ویولن را زیر نظر استادان برجسته‌ای چون «کارل فلش» (در لندن) و «ژرژ انسکو» (در پاریس) بگذراند.
او در خلال جنگ جهانی دوم، برای نیروهای انگلیسی و آمریکایی در سولهٔ کارخانه‌ها، ویولن می‌نواخت و از سال ۱۹۳۷ میلادی که با حمایت «هنری وود» در لندن و برای نخستین بار به اجرای برنامه پرداخت، شهرت بین‌المللی یافت.

## افتخارات و جوایز
در سال ۱۹۹۱ توسط ملکه الیزابت دوم نشان امپراتوری بریتانیا (CBE) را دریافت نمود. ایدا در سال ۲۰۰۰ دکترای افتخاری خود را نیر از کالج رویال موسیقی، لندن اخذ کرد و همچنین دکترای افتخاری دیگری را از دانشگاه مک گیل در سال ۲۰۰۶ گرفت.